# Vladimír Kinšt
Vladimír Kinšt (* 11. November 1965) ist ein ehemaliger tschechoslowakischer Radrennfahrer.

## Sportliche Laufbahn
Kinšt war Straßenradsportler. 1988 war er Teilnehmer der Olympischen Sommerspiele in Seoul. Im Mannschaftszeitfahren kam der Vierer mit Vladimir Hruza, Vladimír Kinšt, Milan Křen und Jozef Regec auf den 8. Rang.
1987 gewann er eine Etappe im Milk Race und beendete das Etappenrennen auf dem 14. Rang. In der Griechenland-Rundfahrt kam er auf den 7. Platz.
1989 und 1991 holte er jeweils einen Etappensieg in der Lidice-Rundfahrt. 1991 wurde er in der Rundfahrt hinter Petr Konecný Zweiter. In der Ronde de l’Isard d’Ariège 1990 wurde er Zweiter hinter Jiří Toman. Einen Etappensieg konnte er 1990 im Rennen Essor Breton erringen.